# Yukimaru Katsura
Yukimaru Katsura (桂遊 生丸, Katsura Yukimura) est une mangaka japonaise née un 17 février. La plupart de ses œuvres sont issues d'histoires provenant d'autres médias comme les jeux vidéo. Elle dessine généralement de jeunes filles au visage rond et a tendance à utiliser des couleurs chaudes.  

## Œuvres
- Air
- Ark
- Kashimashi ~girl meets girl~
- Magical Play
- Roman
- Yumeria